# Fred Whipple
Fred Lawrence Whipple (Red Oak (Iowa), 5 november 1906 - Cambridge (Massachusetts), 30 augustus 2004) was een Amerikaans astronoom die bekendheid kreeg door zijn theorie over de samenstelling van kometen (de vuile sneeuwbal-theorie).
Whipple werd geboren als boerenzoon in Iowa en studeerde wiskunde aan de University of California in Los Angeles. In 1931 behaalde hij zijn doctoraat in astronomie aan de University of California in Berkeley. Aldaar leverde hij een bijdrage aan de berekeningen die de baan van de nieuw ontdekte dwergplaneet Pluto vastlegde.
Whipple was directeur van de Smithsonian Astrophysical Observatory van 1955 tot 1973. Zijn studie aan de banen die meteoren beschrijven toonde aan dat die van binnen het zonnestelsel afkomstig waren en niet vanuit de interstellaire ruimte kwamen. Hij ontdekte dat vele meteoren een baan volgen die overeenkwamen met die van kometen.
Tijdens de Tweede Wereldoorlog ontwikkelde Whipple een manier om vijandige radarinstallaties te misleiden door middel van kleine stukjes aluminiumfolie, chaff geheten. Na afloop van de oorlog begon Whipple onderzoek aan kometen waarna hij in 1950 zijn vuile sneeuwbal theorie presenteerde. Hij postuleerde dat kometen uit een kern van "ijs" bestonden met een dunne isolerende laag eromheen en dat de inwerking van energie van de zon bij iedere omloop van de komeet verantwoordelijk was voor de uitstoot van verdampte materie van de komeet die dan de staart vormde. Zijn theorie werd later grotendeels bevestigd na onderzoek van enkele ruimtesondes aan de Komeet van Halley in 1986.
Whipple ontdekte in totaal zes kometen waaronder de periodieke komeet 36P/Whipple die een omlooptijd van zo'n 8,5 jaar heeft. Ook ontdekte hij de planetoïde 1252 Celestia. Naar hem zijn onder andere vernoemd de planetoïde 1940 Whipple en het Fred Lawrence Whipple Observatorium in Arizona.
Fred Whipple overleed in 2004 op 97-jarige leeftijd.